# بیگ باغلو
بیگ باغلو یک روستا در ایران است که در دهستان گوگ‌تپه، شهرستان بیله سوار، استان اردبیل واقع شده‌است. این روستا مابین دو شهر گرمی و بیله سوار در شمال اردبیل و در مرز آذربایجان ایران و جمهوری آذربایجان واقع شده است. بیگ باغلو، محل زندگی طایفه بیگ باغلو، یکی از 32 طایفه شاهسون است. مردم این روستا به کارهای سنتی کشاورزی و دامداری مشغول هستند. گندم، جو، عدس و نخود کشت می شود. محصولات لبنی این روستا شامل شیر، پنیر، کره، خامه و ماست است. در سرشماری سال 2006 ، جمعیت آن 19 نفر و در 7 خانواده بود.